# Sulur
Sulur (o Sullur) è una suddivisione dell'India, classificata come town panchayat, di 24.359 abitanti, situata nel distretto di Coimbatore, nello stato federato del Tamil Nadu. In base al numero di abitanti la città rientra nella classe III (da 20.000 a 49.999 persone).

## Società

### Evoluzione demografica
Al censimento del 2001 la popolazione di Sulur assommava a 24.359 persone, delle quali 12.465 maschi e 11.894 femmine. I bambini di età inferiore o uguale ai sei anni assommavano a 2.233, dei quali 1.174 maschi e 1.059 femmine. Infine, coloro che erano in grado di saper almeno leggere e scrivere erano 18.946, dei quali 10.392 maschi e 8.554 femmine.